# 비밀 작전실
비밀 작전실(영어:Covert Ops)은 스타크래프트 종족인 테란의 건물이다. 과학 시설에 애드온하는 건물이다.

## 특징
비밀 작전실은 스타크래프트와 스타크래프트 리마스터에선 영단어인 Covert Ops를 그대로 한글로 음역한 코버트 옵스라고 불린다. 스타크래프트 2에서는 등장하지않는 건물로 피직스 랩과 마찬가지로 오직 스타크래프트와 스타크래프트 2에서만 등장하는 건물이 되는데 이는 사이언스 퍼실리티가 스타크래프트 2의 캠페인이나 협동전에선 등장하지만 비밀 작전실이나 피직스 랩은 스타크래프트 2에선 모두 기술실, 융합로, 유령 사관학교가 캠페인과 협동전까지 모두 비밀 작전실과 피직스 랩을 대체하기 때문이다. 건물을 짓는데 필요한 건물은 비밀 작전실이 애드온되는 건물인 사이언스 퍼실리티이다. 비밀 작전실을 지으면 아카데미가 미리 지어진 상태인 배럭스에서 고스트를 생산할 수 있게 해주며 커맨드 센터에는 뉴클리어 미사일을 생산하는 건물인 뉴클리어 사일로를 애드온할 수 있게 해준다. 스타크래프트 2의 유령과는 달리 스타크래프트와 스타크래프트 리마스터의 고스트는 종족전을 불문하고 잘쓰이지않기 때문에 비밀 작전실도 보기 힘든 편의 건물이다. 테테전의 극후반부나 테저전에서 고스트의 뉴클리어 미사일이 가끔 극후반에 사용되거나 전술적으로 활용될 때 및 테프전에서 가끔 고스트의 뉴클리어 미사일이 사용될 때에만 한정적으로 비밀 작전실이 지어진다. 비밀 작전실에서는 주로 고스트가 마법을 써서 일정 시간동안 은폐할 수 있는 마법 기술인 개인 은폐 연구, 기계 유닛들을 일시적으로 결박시키는 마법 기술인 결박(락다운) 연구, 고스트의 시야를 넓혀주는 업그레이드인 인공눈 이식 연구, 고스트의 마나를 200에서 250으로 늘려주는 업그레이드인 뫼비우스 반응로 연구를 한다. 건물 건설에 필요한 자원과 시간은 미네랄:50, 가스:50, 건설 시간:40초이다. 건물의 능력치는 체력:750, 기본 방어력:1이다. 스타크래프트 2에서는 고스트에 관련된 마법 기술 연구와 업그레이드가 모두 유령 사관학교에서 대체하며 유령 사관학교에서는 고스트의 핵미사일도 생산하는 건물까지도 겸한다. 또한 스타크래프트 2에서는 유령을 생산하기위한 필수 조건의 건물도 모두 비밀 작전실에서 유령 사관학교로 이전되었다.

## 같이 보기
- 스타크래프트
- 테란